# 灣瓦
灣瓦，是臺灣苗栗縣後龍鎮的一個傳統地域名稱，位於該鎮中部偏西南。相較於今日行政區，其範圍大致為中和里東半部。

## 歷史
台灣清治末期至日治初期，灣瓦地區為一街庄，稱為「灣瓦庄」，隸屬於苗栗一堡。該庄東隔西湖溪與烏眉庄、頭湖庄為界，東南與二湖庄為鄰，西南邊及西邊為崎頂庄，西北邊為過港庄。
1901年（日治明治三十四年）11月，全台廢縣廳改設二十廳，該庄隸屬於苗栗廳。1909年（明治四十二年）10月，合併二十廳為十二廳，該庄改隸屬於新竹廳。1920年（大正九年），廢十二廳改設五州二廳，該庄改制為「灣瓦」大字，隸屬於新竹州竹南郡後龍庄。
戰後後龍庄改制為後龍鄉，隸屬於新竹縣，大字亦改制為村。1950年桃、竹、苗分治，後龍鄉改隸屬於苗栗縣。1951年，後龍鄉升格為後龍鎮，村改制為里。

## 聚落
本地區發展較早的聚落有海口、樹仔腳等，在日治期初期的官方地圖上已有記載。此外，本地區尚有灣瓦、月桃坪、坪仔、山腳等聚落。

## 交通
台鐵海線是台灣西部鐵路竹南至彰化間的幹線，大致以東北—西南走向轉東西向經過灣瓦地區北部。境內未設站，東北側最近的是龍港車站，屬招呼站，僅停靠區間車；西南側最近的是白沙屯車站，屬三等站，停靠部分莒光號、區間快車及全部區間車。由此等車站可前往台鐵沿線各地。
省道台61線又稱「西部濱海快速公路」，是八里至安南的快速公路，大致以東北—西南走向轉縱向再轉東北—西南走向蜿蜒經過本地區。由該道路向東北可前往後龍市區西郊、竹南、香山並止於浸水橋北側，其後以省道台15線為代用道路；向西南可前往通霄白沙屯並中止快速公路路段，其後以省道台1線為代用道路。
鄉道苗33線是後龍中和至西湖下埔的道路，大致以西南—東北走向轉東北—西南走向再轉北北東—南南西走向再轉北北西—南南東走向經過本地區西北部、東北部及東部邊界地帶。由該道路向西南可前往崎頂、赤土崎並止於省道台61線赤土崎交流道西側鄉道苗32線路口，向南南東可前往二湖、三湖、四湖、下埔並止於鄉道苗34-4線路口。